# 내리 (가수)
내리(1982년 ~)는 대한민국의 가수, 작사가다. 2009년 싱글 [내리 1집]으로 정식 데뷔했다.

## 방송
- 라디오 오디션 국민DJ를 찾습니다 2 (2012) - 동상

## 음반
- 내리 1집 (2009)
- 다이어트 할 거예요 (2014)
- 소중한 너에게 (2014)
- 사랑받고 있어요 (2014)
- 가족 (2021)
- 너 예뻐 (2022)
- 쉬어가요 (2023)

## 작사
- 고나영 - 버킷리스트 (2016) 작사
- 고나영 - Rain (2016) 작사
- 홍대광 - 홍대에 가면 (2016) 작사

## 피처링
- 커피소년 - 장가갈 수 있을까 (2010)
- 커피소년 - 당이 필요해 (2015)
- 유은성 - 축복합니다 (2006)